# Velika Raven
Velika Raven este o localitate din comuna Vojnik, Slovenia, cu o populație de 29 de locuitori.